# آنیتا لیپنیتسکا
آنیتا لیپنیتسکا (لهستانی: Anita Lipnicka؛ زادهٔ ۱۳ ژوئن ۱۹۷۵) موسیقی‌دان، خواننده، ترانه‌پرداز و تهیه‌کننده موسیقی اهل لهستان است.
از فیلم‌هایی که وی در آن‌ها نقش داشته‌است، می‌توان به دام اشاره نمود.